# 富谷五鉄
富谷 五鉄（とみたに ごてつ、1896年〈明治29年〉10月23日 - 1970年〈昭和45年〉10月2日）は、日本のジャーナリスト、大学講師。東京新聞社事業部長として全国舞踊コンクール等の舞踊関係事業に携った。

## 略歴
1896年に栃木県に生まれ、養父（伯父）の富谷鉎太郎と琴の師匠である養母に育てられた。明治大学からスタンフォード大学に留学したのち、朝日新聞社に入社したが後に退職。経済的に非常に苦しい浪人生活を送ったのちに、東京新聞社に入社して定年まで勤務した。
妻・初子との間に2人の息子と3人の娘を育てる。長男の鋭一は中日新聞社に入社し、ベトナム戦争の特派員等を経て論説委員を務めた。
高松宮夫妻や内外の著名人を迎えて開催された東京新聞社の文化事業では、司会を務め夫婦で出席している。
定年後は明治大学の講師として、新聞人の育成にあたった。